# Reform (Alabama)
Reform est une municipalité américaine située dans le comté de Pickens en Alabama.
Lors du recensement de 2010, sa population est de 1 702 habitants, contre 1 978 habitants en 2000. La municipalité s'étend sur 8,04 milles carrés (20,82 km2).
Selon la tradition, son nom provient d'un missionnaire méthodiste qui aurait tenté en vain d'y faire revivre le sentiment religieux.

## Démographie
| 1900 | 1910 | 1920  | 1930 | 1940 | 1950  |
| ---- | ---- | ----- | ---- | ---- | ----- |
| 198  | 550  | 1 069 | 898  | 885  | 1 141 |

| 1960  | 1970  | 1980  | 1990  | 2000  | 2010  |
| ----- | ----- | ----- | ----- | ----- | ----- |
| 1 241 | 1 893 | 2 245 | 2 105 | 1 978 | 1 702 |